# Dzwola (gromada)
Dzwola – dawna gromada, czyli najmniejsza jednostka podziału terytorialnego Polskiej Rzeczypospolitej Ludowej w latach 1954–1972.
Gromady, z gromadzkimi radami narodowymi (GRN) jako organami władzy najniższego stopnia na wsi, funkcjonowały od reformy reorganizującej administrację wiejską przeprowadzonej jesienią 1954 do momentu ich zniesienia z dniem 1 stycznia 1973, tym samym wypierając organizację gminną w latach 1954–1972.
Gromadę Dzwola z siedzibą GRN w Dzwoli utworzono – jako jedną z 8759 gromad na obszarze Polski – w powiecie biłgorajskim w woj. lubelskim na mocy uchwały nr 6 WRN w Lublinie z dnia 5 października 1954. W skład jednostki weszły obszary dotychczasowych gromad Dzwola, Kocudza Górna i Konstantów ze zniesionej gminy Kocudza w tymże powiecie. Dla gromady ustalono 15 członków gromadzkiej rady narodowej.
1 stycznia 1956 gromada weszła w skład nowo utworzonego powiatu janowskiego w tymże województwie.
1 stycznia 1962 gromadę zniesiono, włączając jej obszar do gromady Krzemień w tymże powiecie. W związku z tym Dzwola na okres 11 lat utraciła funkcje administracyjne. Powróciła do nich dopiero 1 stycznia 1973, kiedy to w powiecie janowskim utworzono gminę Dzwola.